# Michael Guest
Michael Guest (n. 26 octombrie 1957, SUA) a fost ambasador al SUA în România între 2001-2004. În anul 2002, în timpul mandatului său de ambasador, președintele George W. Bush a efectuat o vizită la București. Tot în timpul mandatului său, în anul 2004, România a fost primită în NATO.

## Cariera diplomatică
Din 1981, este angajatul Serviciului pentru Relații Externe. Guest fiind primul homosexual confirmat de Senatul Statelor Unite ale Americii și care a activat în calitate de Ambasador al SUA. Primul ambasador homosexual, James Hormel, a fost numit în funcție de către Bill Clinton printr-un decret prezidențial după ce Senatul nu l-a întărit în această poziție. Guest a locuit împreună cu Nevarez la reședința Ambasadei Americane din București pănă în 2004 când i s-a încheiat mandatul. Ultima lege românească care discrimina pe baza orientării sexuale, fiind abrogată cu puțin timp înainte de numirea lui Guest in calitate de Ambasador în 2001.
În timpul mandatului său de ambasador, Guest s-a pronunțat public împotriva corupției, care după spusele sale impiedica vădit dezvoltarea României după picarea regimului comunist. În același timp, în timpul mandatului domniei sale, relațiile dintre SUA și România s-ar fi întărit. România a sprijinit SUA prin participarea cu trupele sale militare în acțiunile militare din Afganistan și Irak. De asemenea, România a devenit membru NATO și și-a accelerat negocierile care eventual au condus spre aderarea țării la Uniunea Europeană. Prezidentul George W. Bush a înreprins o vizită oficială la București în anul 2002.
În anul 2003, înainte de plecarea lui Guest din România, spre sfârșitul mandatului său, Președintele României Ion Iliescu l-a decorat cu Ordinul Național „Serviciul Credincios” pentru aprecierea „profesionalizmului înalt, dedicației în cadrul misiunii desfășurate …. Și pentru contribuția personală în consolidarea parteneriatului Româno-American”. În luna aprilie 2003, un grup național de homosexuali l-au decorat cu un premiu în Leadership, care se acordă persoanelor ce promovează în mod deosebit drepturile egale ale persoanelor homosexuale, bisexuale și transsexuale. În 2004, Departamentul de Stat l-a decorat cu premiul Charles E. Cobb, Jr pentru Inițiative și Succes în Dezvoltarea Comerțului pentru capacitățile sale excepționale de leadership în creșterea volumului de comerți dintre SUA și România. În luna Iunie 2006, Asociația Serviciilor Externe din America l-a decorat cu Premiul Christian Herter pentru Disidența Constructivă, în promovarea politicilor de egalitate din numele angajaților homosexuali ai Departamentului de Stat.

## Teme ale mandatului său în România
Una din principalele teme ale mandatului său a fost nevoia combaterii corupției la nivel înalt în România. Ambasadorul Guest s-a remarcat prin abordarea consecventă a acestui subiect, chiar față de Adrian Năstase, primul ministru al României din acea vreme. Într-o scrisoare trimisă către mass-media în anul 2003 ambasadorul Guest s-a arătat îngrijorat de modul în care sunt distribuite și cheltuite fondurile publice din România, "regretând că premierul Adrian Năstase nu îi împărtășește această îngrijorare."

## Varia
Pe întreaga durată a mandatului său a locuit în reședința ambasadorului SUA la București împreună cu Alex Nevarez, partenerul său de viață.

## Pensionare
La 5 decembrie 2008, Associated Press a raportat că Guest a fost selectat ca membru al echipei de tranziție a președintelui ales Barack Obama la Departamentul de Stat.
De asemenea, în 2008, Guest a co-fondat Consiliul pentru echitate globală (o coaliție de organizații de advocacy pentru drepturile omului și LGBT) care solicită sprijinul SUA pentru politicile corecte ale LGBT în străinătate), pentru care este consilier senior.